# Le Rendez-vous (émission de télévision)
Pour les articles homonymes, voir Rendez-vous.
Le Rendez-vous est une émission de télévision française présentée par Jean-Marie Castille et diffusée sur La Cinquième de 1998 à 1999.